# Mouraria

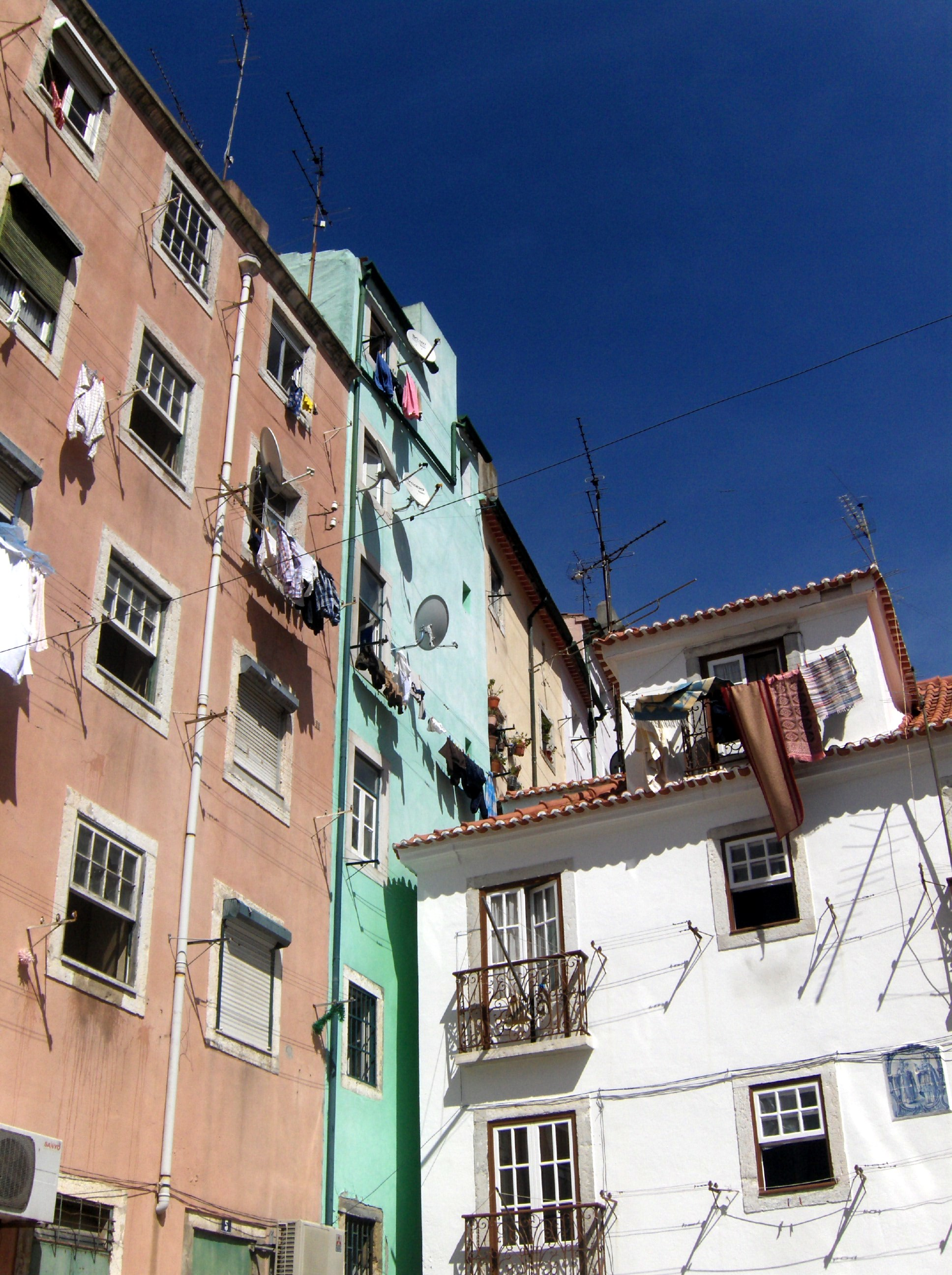
Imatge del barri de Mouraria de Lisboa.

La Mouraria és un dels barris més tradicionals de la ciutat de Lisboa, que deu el seu nom al fet que Alfons I de Portugal, després del Setge de Lisboa (1147), hagués destinat una zona de la ciutat per als musulmans. Fou en aquest barri on s'estarien els moros després de la reconquesta cristiana de la ciutat. El dolor i la melangia dels seus càntics podrien ser l'origen del Fado.
En aquest i en els barris circumdants, tigueren origen las primeras produccions d'art mudèjar-portuguesa, que donarien ales al sorgiment de l'estil manuelí.
Es considera que el dolor i la melanconia de les cançons dels habitants del barri van donar origen al fado. Va néixer a la Rua do Capelão, junt al Beco dos Três Engenhos, Maria Severa Onofriana, primera fadista portuguesa i expressió màxima del fado en aquella època. En la casa devant d'aquesta, hi va néixer cap al segle xx, aquell qui va ser considerat "el rei del fado de la Mouraria", Fernando Maurício. La Rua do Capelão és avui dia part de la iconografia del fado. Més a dalt, en una casa de color de rosa de la Travessa dos Lagares, hi va créixer Mariza, la fadista portuguesa contemporània més internacional. Junt a la casa, avui dia tancat al públic, es trobava el restaurant Zalala, on Mariza va aprendre a cantar fado.
Després de l'obertura al públic del Centre Comercial de la Mouraria a Martim Moniz, el barri es transformà en un lloc bastant frecuentat i acollidor. Actualment, la Mouraria és considerat un dels barris més segurs de la capital; és un pont de trobada de gent de diferents cultures i, simultàniament, és un lloc que manté vives les seves antigues tradicions populars, com un pot confirmar per l'existència de diverses cases de fados, bars, tavernes i centres culturals i esportius a part d'establiments comercials d'origen xinès i indi, entre d'altres.